# Barwy walki (powieść)
Barwy walki – powieść Mieczysława Moczara z 1962 roku poświęcona walkom partyzanckich oddziałów Gwardii Ludowej, a następnie Armii Ludowej z okupantem niemieckim na ziemiach polskich podczas II wojny światowej.

## Opis fabuły
Książka to cykl luźno ze sobą powiązanych, 32 krótkich szkiców, opisujących walkę działaczy PPR i jej zbrojnych organizacji z okupantem niemieckim w okresie od września 1939 do lata 1944 roku. Akcja powieści toczy się na terenie województwa łódzkiego, lubelskiego i kieleckiego. Ich narratorem jest Mieczysław Moczar – były dowódca okręgu kieleckiego i lubelskiego GL i AL, co stwarza wrażenie po części powieści autobiograficznej. Kulminacyjnym momentem powieści jest opis autentycznej bitwy pod Rąblowem, jaka miała miejsce w maju 1944 roku. Autor skupia się w swoich esejach na wyeksponowaniu wysiłku PPR i AL w walce z okupantem jako jedynej, realnej siły polskiego ruchu podziemnego, mającej pełne poparcie społeczeństwa. Pomniejsza rolę AK, BCh i NSZ, wielokrotnie jawnie oskarżając ich członków, w wypadku AK o defetyzm, a NSZ o kolaborację z Niemcami, a nawet bratobójcze mordy polityczne.

## Rozdziały
Rozdziały obejmują poszczególne fragmenty z życia generała Mieczysława Moczara od jego urodzenia do stycznia 1945. Autor często schodzi jednak na dalszy plan ustępując miejsca innym bohaterom.
1. Ojciec – opowieść o dzieciństwie autora urodzonego jako Mikołaj Demko oraz życiorys jego ojca Tichona, działacza KPP, który po śmierci żony samotnie wychowywał ich syna i córkę.
2. Renegat – wspomnienie o robotniku Rederze, byłym członku KPP, który podpisał zobowiązanie z władzami sanacyjnymi do odcięcia się od przeszłości w zamian za wolność.
3. Gazeciarz – rok 1939. Mikołaj odbywa karę pozbawienia wolności za działalność komunistyczną. Zza krat zawsze słyszy młodego chłopca roznoszącego gazety. Wybuch wojny i ucieczka strażników pozwala autorowi i jego towarzyszom uwolnić się.
4. Granica – zima 1942/43. Autor pod pseudonimem „Mietek” zajmuje stanowisko komendanta Obwodu Łódzkiego GL. Razem z sekretarzem obwodowym PPR Ignacym Logą-Sowińskim, którego poznał jeszcze w więzieniu, rozwija komunistyczne struktury na włączonym do Rzeszy terenie.
5. Krok przed pułapką – sformowany zostaje oddział partyzancki pod dowództwem Czesława Szymańskiego ps. „Ceniek” (pierwszy w Obwodzie). Niemcy urządzają kocioł w konspiracyjnym mieszkaniu rodziny Wedmanów. Przed wpadką „Mietek” został ostrzeżony przez córkę gwardzistów.
6. „Kirpiczny” i jego batalion – z powodu sytuacji w Obwodzie Łódzkim, „Mietek” zostaje przeniesiony na stanowisko dowódcy Obwodu Lubelskiego. Przybliżone zostają losy kapitana Jana Hołoda ps. „Kirpiczny” – dowódcy silnego oddziału partyzanckiego z Lasów Parczewskich, na którego bazie sformowano 1 Batalion GL.
7. Spod chłopskich strzech – rok 1943 przyniósł rozwój partyzantki na terenie całej Lubelszczyzny. Coraz więcej ludzi lgnie do lasu chcąc walczyć o wyzwolenie spod hitlerowskiej okupacji. Jednym z nich jest zaprzyjaźniony z gwardzistami dostawca ziemniaków, który mimo podeszłego wieku chce dołączyć do nich w lesie.
8. Pierwszy zrzut – oddziały partyzanckie GL na Lubelszczyźnie potrzebują broni, bez której niemożliwe jest wygranie wojny. Wielokrotnie obiecywano im jej dostawy drogą lotniczą ze Związku Radzieckiego jednak ani razu nie doszły one do skutku. Kierownictwo Obwodu z Lasów Parczewskich otrzymuje informacje, że kolejny zrzut jest planowany na 9 września 1943. Mimo licznych rozczarowań partyzanci liczą na wywiązanie się Sowietów z umowy.
9. Łączniczka – w oddziałach partyzanckich GL oprócz mężczyzn walczą także kobiety. Jedną z nich jest Stanisława Sternik ps. „Stasia” – łączniczka Obwodu.
10. „Janusz” z parczewskich lasów – po utworzeniu 1 Batalionu dowództwo obwodowe rozpoczęło formowanie kolejnych dużych jednostek partyzanckich. Dowództwo nad jedną z nich, 6 Batalionem GL, objął porucznik Jan Dadun ps. „Janusz”.
11. Dwie siostry – w działalność konspiracyjną angażują się niekiedy całe rodziny. Jedną z nich są Tomasikowie z Lubartowa. Rodzice wychowywali zbiegłą z Getta dziewczynkę a córki Irena i Ewa pomagają partyzantom m.in. w dostawie leków.
12. Dżentelmeni z cichego zakątka – na północy regionu mieszka hrabia Zamojski. Traktuje on źle swoich pracowników, gości u siebie okupantów oraz zawsze na czas dostarcza im kontyngent. Major „Mietek” razem z kilkoma partyzantami złożył wizytę hrabiemu.
13. Najlepiej spojrzeć sobie w oczy – GL zostaje przekształcona w AL. Związany z AK przedwojenny nauczyciel dręczy „Mietka” pisemnymi groźbami. Pewnego dnia dochodzi do spotkania między mężczyznami, którzy postanawiają zażegnać spór.
14. Partyzancka „ciotka” – wielu cywili z lubelskich wsi wspiera partyzantów. Najbardziej z nich cenione są „ciotki”, czyli kobiety, w których domach znajdują oni schronienie.
15. Wspomnienie o Janku Sławińskim – opowieść o wspominanym w poprzednich rozdziałach dąbrowszczaku poruczniku Janie Sławińskim ps. „Gruby Janek” (bardziej znanym jako „Tyfus”) – sekretarzu obwodowym PPR.
16. Leśna twierdza – lasy są traktowane przez partyzantów jak drugi dom. Pełnią one też ważne funkcje obronne w czasie hitlerowskich ataków.
17. Na wiadukcie – autor odwiedza Warszawę – podziemną stolicę polskiego antynazistowskiego ruchu oporu. Przybliża on warunki życia w okupowanym mieście.
18. Z odsieczą – w pierwszych dniach maja 1944, z powodu antypartyzanckiej operacji „Maigewitter”, Lasy Parczewskie opuszcza brygada AL im. Hołoda kapitana Aleksandra Skotnickiego ps. „Zemsta” (której podporządkowały się jeden pluton BCh i jeden AK). Na ich czele wyrusza dowódca Obwodu – podpułkownik „Mietek”. Po drodze część brygady przychodzi z odsieczą radzieckiemu oddziałowi partyzanckiemu im. Chruszczowa, którym dowodzi lejtnant Wasyl Kolaśniczeno. Sowiecki dowódca zgadza się kontynuować marsz razem z AL-owcami.
19. Bój pod Rąblowem – w niedzielę 14 maja 1944 polsko-radzieckie zgrupowanie partyzanckie zatrzymuje się na postój we wsi Rąblów. zostają oni jednak wytropieni przez niemieckich zwiadowców. Rozpoczyna się trwająca do późnych godzin obrona partyzantów.
20. Nowa jednostka w Lubartowie – opowieść o poruczniku Ryszardzie Postowiczu ps. „Murzyn”, który kierował grupą wywiadowczo-dywersyjną GL i AL. W Lubartowie nawiązuje on kontakt z jednostką armii węgierskiej, którą AL-owcy pragną przeciągnąć na stronę Polaków.
21. Pożegnanie – czerwiec 1944. Po bitwie rąblowskiej parczewskie zgrupowanie AL rozczłonkowało się. Część partyzantów wróciła na północ, część z podpułkownikiem „Mietkiem” udała się na południe Lubelszczyzny. Zgodnie z rozkazem Dowództwa Głównego autor zostaje przeniesiony na stanowisko dowódcy Obwodu Radomsko-Kieleckiego[3].
22. Wyjazd na Kielecczyznę – prosto z Warszawy „Mietek” udaje się do Obwodu Radomsko-Kieleckiego. Wśród cywilnej ludności z Ostrowca panuje radość z powodu sukcesów Armii Czerwonej na froncie.
23. Spotkanie z „Antkiem” – w kieleckich lasach autor nawiązuje znajomość z sekretarzem okręgowym PPR – podporucznikiem Antonim Ratusińskim ps. „Antek”. Bawi ich zamieszczona w AK-owskiej prasie informacja nt. sukcesów U.S. Army na Pacyfiku oraz brak wiadomości o letniej ofensywie RKKA w Polsce.
24. U świtowców – w regionie działa Rewolucyjna Grupa Inteligencji Socjalistycznej „Świt”, którą kieruje kapitan Mieczysław Świostek ps. „Róg”. Organizacja ta uznaje KRN, a na jej bazie powstaje 2 Brygada AL „Świt”.
25. Noc i poranek – kielecka AL rozwija działalność wywiadowczą. Powstaje także silna 1 Brygada AL im. Ziemi Kieleckiej.
26. Spadochroniarze – na terenie Obwodu ląduje brygada spadochronowa „Grunwald”. Dowództwo AL popada w konflikt z jej komendantem majorem Józefem Sobiesiakiem ps. „Maks”, który nie zamierza podporządkowywać się „Mietkowi”.
27. Pociąg – jednym z głównych celów AL jest kontynuacja zaczętej przez AL wojny o szyny. Oddział podporucznika Józefa Niewiadomskiego ps. „Sokół” wykonuje jedną z takich akcji.
28. Towarzysz „Chrust” wśród partyzantów – w czasie nauki strzelania przez nieostrożność jeden partyzant ginie a drugi zostaje ranny. Odpowiedzialność przyjmuje na siebie oficer sztabu 1 Brygady porucznik Kazimierz Czyż ps. „Chrust”, którego fakt ten załamuje. Dzięki wsparciu partyzantów udaje mu się otrząsnąć z traumy. Opowiada im historię majora Henryka Dobrzańskiego ps. „Hubal” i jego oddziału.
29. Stąporków – Stąporków był miastem w kieleckim. Dzięki wsparciu miejscowej ludności wywiad AL ustalił w sierpniu 1944 lokalizację hitlerowskich składów broni. Dostarczone drogą radiową informacje pozwoliły radzieckiemu lotnictwu dokonać ich zniszczenia.
30. Partyzancki sąd – wśród partyzantów, obok bohaterów, znajdowali się ludzie pozbawieni godności. Jeden z nich został postawiony przed sądem polowym oskarżony o kradzież pierścionka jednej z wiejskich dziewcząt. Ze względu na jego zasługi otrzymał drugą szansę, którą wykorzystał.
31. Kontratak – 29 i 30 września 1944 pod Gruszką dochodzi do wielkiego starcia między Niemcami a siłami AL – 1 i 2 Brygadą oraz złożonymi ze zbiegłych z niewoli jeńców radzieckich 10 Brygadą AL „Zwycięstwo” i 11 Brygadą AL „Wolność”.
32. Spotkanie z Brygadą Świętokrzyską – pewnego razu Brygada Świętokrzyska NSZ okrążyła oddział AL porucznika „Sosny”. Pozostałe jednostki przygotowały się do kontrataku wysyłając uprzednio do podpułkownika Antoniego Szackiego ps. „Bohun” porucznika „Sokoła” z żądaniem wydania jeńców. Ostatecznie jeńcy wrócili cali i zdrowi, a do bratobójczej walki nie doszło, w przeciwieństwie do podobnej sytuacji jaka miała miejsce w okolicach Rząbca.
33. Duży zrzut – wraz ze scaleniem AL z 1 Armią w Wojsko Polskie zwiększyła się ilość zrzutów broni dla oddziałów AL-WP walczących za liniami frontu. Jeden z największych zrzutów miał miejsce w sierpniu 1944.
34. Partyzanckie śniadanie – w rozdziale tym autor przybliża pokrótce wygląd posiłków w oddziałach leśnych.
35. Nadszedł dzień – wraz z rozpoczęciem okresu zimowego walka partyzancka zamarła. „Mietek”, pod nowym pseudonimem „Moczar”, zakonspirował się w mieście. Po wyzwoleniu Kielecczyzny razem z sekretarzem obwodowym PPR Hilarym Chełchowskim ps. „Długi Janek” wyjeżdża do Lublina. Na miejscu wita ich I sekretarz KC PPR Władysław Gomułka ps. „Wiesław”. Pułkownik Mieczysław Moczar zostaje skierowany na stanowisko szefa Wojewódzkiego Urzędu Bezpieczeństwa Publicznego w rodzinnej Łodzi.

## O książce
Kiedy książka ukazała się po raz pierwszy w 1962 roku, wzbudziła spore zainteresowanie. Z wyjątkiem tekstu Alicji Lisieckiej opublikowanego w miesięczniku Odra, w prasie dominowały entuzjastyczne recenzje. W typowej dla okresu PRL retoryce podkreślano klarowność polityczną książki, pisano o jej walorach programowo-wychowawczych dla młodzieży (książka szybko stała się lekturą dla klas VIII szkół podstawowych). Jeśli wytykano jej już jakieś błędy, to wyłącznie drobne, faktograficzne lub takie jak np. brak indeksu nazwisk. O ile nie dziwi przychylność kontrolowanej przez komunistów prasy i oficjalnych „krytyków”, zastanawiać może jej autentyczna popularność pośród czytelników. Od momentu jej pierwszego wydania w 1962 tylko do roku 1970 ukazało się aż 11 edycji, powodowanych dużym popytem. W ciągu pierwszych dwóch lat książka ukazała się 5-krotnie (w 1962 – dwa wydania, w 1963 również dwa i w 1964 – jedno). Za każdym razem rósł także jej nakład i w sumie osiągnął on kilkaset tysięcy egzemplarzy. Popularność ta najczęściej tłumaczona jest walorami czytelniczymi książki – jasną i zrozumiałą dla niemal każdego czytelnika prozą, w jakiej została napisana oraz specyficznym klimatem sensacyjno-przygodowym, w którym utrzymana jest jej fabuła. Była ona w stanie wytworzyć u rodzimego czytelnika przeświadczenie, że wyzwolenie kraju było zasługą nie tylko „obcej” Armii Czerwonej, ale również „swoich” chłopców z lasu – chłopów i robotników.
Po odsunięciu Władysława Gomułki od władzy książka ukazała się już tylko dwa razy – w 1979 i 1988 roku. Ukazało się również wydanie prywatne – 50 ponumerowanych egzemplarzy, które Moczar wręczał swoim najbliższym wraz z dedykacją. Powieść została przetłumaczona na kilka języków i wydana za granicą (tj. w krajach demokracji ludowej), m.in. po rosyjsku, czesku, bułgarsku, serbsku, rumuńsku, litewsku i niemiecku.

## Cenzura
Mimo iż książka zdobyła uznanie to nie uniknęła zmian cenzuralnych. Usunięty został z niej fragment traktujący o konflikcie autora z Leonem Kasmanem, przez który „Mietek” musiał opuścić Lubelszczyznę.

## Ekranizacja
Powieść została zekranizowana w 1964 roku, jednak film pomimo wspólnego tytułu różni się znacząco od pierwowzoru literackiego. Barwy walki w reżyserii Jerzego Passendorfera to utrzymana w konwencji niemal westernowej opowieść z wartką i prostą akcją, opartą na kilku wątkach, które – nie licząc dużej bitwy partyzantów z oddziałami niemieckimi, nasuwającej skojarzenia z opisaną w powieści bitwą pod Rąblowem lub bitwą pod Gruszką oraz kilku postaci – trudno odnaleźć w książce Moczara z wyjątkiem scen podobnych. W filmie, autor scenariusza Wojciech Żukrowski (były oficer AK), złagodził obraz Armii Krajowej – jej członkowie walczą z Niemcami, ale dopiero wspólne zagrożenie zmusza ich do współpracy z „Polakami z AL”.
Zarówno powieść, jak i film w dużym stopniu przyczyniły się do rozpowszechnienia i utrwalenia legendy o czynie zbrojnym AL i PPR w walce z okupantem. Tworzyły także grunt ideologiczny dla tzw. frakcji „partyzantów” walczącej o wpływy w partii komunistycznej PZPR.

## Kwestia autorstwa
Warsztat literacki i ogólny styl w jakim została napisana książka, jej wartka akcja i ciekawa narracja w zestawieniu z powszechnie znanym obrazem niezbyt "wyrafinowanego intelektualnie" i słabo wykształconego Mieczysława Moczara, od początku budziły wątpliwości co do jej autorstwa. Nie posiadali ich członkowie rodziny Moczara – jego żona Irena i syn Piotr solidarnie twierdzili, że jedynym autorem powieści jest Mieczysław i kosztowała go ona mnóstwo wytężonej pracy. Według Jana Nowaka-Jeziorańskiego prawdziwym autorem książki był Eugeniusz Bednarczyk, natomiast Edward Gierek w swej Przerwanej dekadzie za faktycznego autora podaje Wojciecha Żukrowskiego. Sam Żukrowski zdecydowanie temu zaprzeczał, a sprawa znalazła swój epilog w sądzie. W trakcie czteroletniego procesu, Żukrowski stanowczo podtrzymał swoje stanowisko, zaprzeczając aby miał jakikolwiek udział w napisaniu powieści i potwierdzając jedynie ogólnie znany fakt swojego autorstwa scenariusza do ekranizacji Barw walki z 1964 roku. W lutym 1994 Sąd Wojewódzki w Warszawie orzekł, że Edward Gierek musi przeprosić Wojciecha Żukrowskiego za pomówienie. 
Pośród innych potencjalnych autorów powieści wymienia się jeszcze nazwiska: Henryka Gaworskiego, Walerego Namiotkiewicza, Mieczysława Świostka.